# غوجو غيفو
غوجو غيفو (بالإنجليزية: Gujō, Gifu)‏ هي مدن اليابان تقع في اليابان في غيفو (محافظة).[بحاجة لمصدر]  يقدر عدد سكانها بـ 43,960 نسمة .